# Сиверка (приток Виты)
Сиверка (укр. Сіверка) — небольшая река на Украине, на Приднепровской возвышенности, в пределах Киево-Святошинского района Киевской области и территории города Киева. Левый приток Виты — которая впадает в Днепр в пределах Киева (в районе Чапаевки, Жуков острова).

## Гидрографическая характеристика
Река Сиверка берет свое начало в селе Тарасовка, Киево-Святошинского района. Протекает в юго-восточном направлению через села Юровка, Вита-Почтовая, Круглик, Кременище, Ходосовка через юго-восточную окраину села Лесники, пересекает Днепровское шоссе и на южной окраине поселка Вита-Литовская (или просто Вита) впадает в реку Вита.
Причем, Сиверка является значительно более длинной рекой, чем главная река Вита, в которую она впадает. Длина река Сиверка — 29,2 км (а река Вита — 13,9 км), площадь бассейна, — 129 км².
Русло извилистое, местами искусственно выпрямлено. Ширина поймы — 40-500 м. Уклон реки — 3,16 м/км.

## Сток и качество воды
Река расположена в юго-западной части пригородной зоны Киева, за пределами городской застройки (как и весь бассейн Виты). Течет в юго-восточном направлении. Средний многолетний расход воды — 0,31 м³/секунду. Средний многолетний объём стока воды — 9,78 млн м³ за год (превышает половину общего стока река Вита).
По химическому составу вода гидрокарбонатно-кальциевая, с минерализацией около 610 мг/дм³ и жёсткостью 6,1 мг-экв/дм³.
На показатели качества воды в реке влияют населённые пункты и многочисленные садовые товарищества, расположенные в бассейне реки, — через попадание хозяйственно-бытовых сточных вод в поверхностные и грунтовые воды.

## Природные и исторические памятники в бассейне реки
- Юровский[укр.] ландшафтный заказник — объект природно-заповедного фонда Киевской области.
- Ходосовское городище скифских времен (В ст. до н. э.) — памятник археологии.
- Змиевы валы — фрагменты остатков валов около сел Ходосовка, Кременище и Круглик.

## Интересные факты
- Раньше, в частности в трудах Д. П. де ля Флиза[1] (в 1854 г.) и Л. Похилевича[2] (в 1864 г.) истоком реки Вита (тогда на русском — Вета) считался исток нынешней реки Сиверка, название которая на картах «появилась» в XX веке и стала левым притоком Виты. Лаврентий Похилевич пишет «Деревня Вета называемая почтовой, в 4-х верстах от Гатного отстоящая.» Дальше продолжает «…пруд на реке Вета и порядочная водяная мельница»[2]. Таким образом, река Вита в таком формате была значительно длиннее.
- В официальном издании «История городов и сел Украинской ССР», удостоенном в 1976 году Государственной премии СССР в области науки, в 10-м томе — Киевская область (К.: УРЕ, 1971) в статье о селе Вита-Почтовая река Сиверка (в издании — Северка) ошибочно отнесена к бассейну Ирпеня: «Вита-Почтовая — село, центр сельского Совета, расположено по берегам реки Северки (притоки реки Ирпеня)»[3]. Как отмечает В. К. Хильчевский, эта ошибка случилась потому, что в районе с. Тарасовка (где начинается р. Сиверка) проходит водораздел между бассейнами притоков Днепра: речкой Ирпень (течет на север) и рекой Вита (течет на юго-восток).